# ASL Airlines Switzerland
ASL Airlines Switzerland war eine Schweizer Fluggesellschaft mit Sitz in Basel und Basis auf dem Flughafen Basel Mulhouse Freiburg. Sie entstand durch die Umbenennung der ehemaligen Farnair nach der Übernahme durch die ASL Aviation Group.

## Geschichte

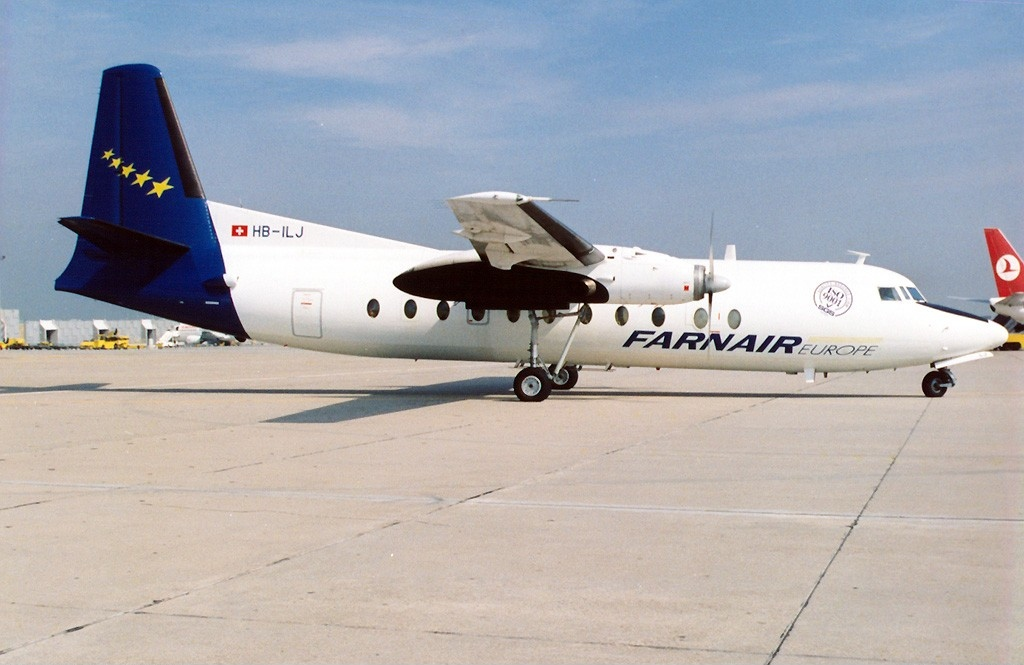
Eine Fokker F-27 Friendship der ehemaligen Farnair Europe, 1998

Farnair wurde 1984 als Farner Air Transport als Express-Frachtfluggesellschaft gegründet. Die Flotte bestand aus einer Piper PA-31 Chieftain sowie je einer Cessna 402, 404 und 421. Im Jahr 1987 wurden für die Linie Basel – Brüssel zwei Embraer EMB 110 beschafft. Im Jahr 1990 erhielt die Gesellschaft ihre erste Fokker F-27 Friendship für die Verbindungen Basel – Brüssel und Basel – Paris-Charles-de-Gaulle.
Von 1991 bis 1994 setzte Farnair zwei Pilatus PC-6 und eine DHC-6 Twin Otter zur logistischen Unterstützung der Swiss Medical Unit für die Mission MINURSO der Vereinten Nationen in der Westsahara ein. Im Jahr 1993 kaufte Farnair die ungarische Fluggesellschaft NAWA Air Transport und benannte sie in Farner Air Transport Hungary um. Im Jahr 1995 ging sie ein Joint Venture mit der niederländischen Tulip Air ein. Im Jahr 1996 stationierte Farnair zur Unterstützung der UNO und der Schweizer Regierung eine F-27 in Tiflis, während ein Flugzeug des gleichen Typs seit März 1996 für die OSZE zwei Mal wöchentlich von Basel via Wien in das kriegsversehrte Sarajewo flog, ausgerüstet für Anflüge mit Tacan. Insgesamt betrieb Farner Air Transport im Jahr 1997 acht Flugzeuge dieses Typs, dazu vier Let 410 sowie je eine Twin-Otter und eine King Air, dazu kamen 6 Piper PA-31.
Als Erstkunde erhielt Farnair im Jahr 2000 eine ATR 72-200 in Vollfrachterausführung mit grosser Ladetür und zwischen Dezember 2000 und März 2001 zwei ATR 42-300 für den Personentransport.
Im Jahr 2003 wurden die Gesellschaften Farnair Germany, Farnair Netherlands und Farnair Technical Service verkauft. Auf Grund eines bilateralen Abkommens zwischen der Schweiz und der EU wurde Farnair 2004 in zwei Gesellschaften, den heutigen Farnair Switzerland und Farnair Hungary unter der Leitung der Farnair Holding aufgeteilt.
Am Morgen des 1. August 2013 landete um 04:58 Uhr Ortszeit ein ATR 72-200F der Airline in Schönefeld und brachte für UPS Airlines Fracht aus Köln-Bonn zur Eröffnung des neuen Cargo Center des künftigen Hauptstadtflughafen BER.
Im Jahr 2014 wurde die erste Boeing 737-400 in der Frachtversion übernommen, die von der Farnair Hungary betrieben wurden.
Ende Oktober desselben Jahres wurde bekannt, dass die belgisch-irische ASL Aviation Group Farnair Europe gekauft hat und damit über 100 Flugzeuge in Europa besass. Im Jahr 2015 wurde die Firma (als Tochtergesellschaft) in ASL Airlines Switzerland umbenannt.
Zwischen Frühling 1996 und Oktober 2017 flog die Gesellschaft ab Basel für die Swisscoy zwei Mal die Woche Truppen und Material in den Kosovo. Der Auftrag wurde danach von der SkyWork Airlines übernommen. Nach dem Abschluss dieses Vertrages wurde das eingesetzte Flugzeug abgestellt und das Air Operator Certificate des schweizerischen Unternehmens aufgegeben. Die übrigen Flugzeuge wurden nach Irland verschoben. Das Unternehmen wurde in ASL Airline Services Switzerland umbenannt.

## Flugziele
ASL Airlines Switzerland bot mit ihren beiden Tochtergesellschaften Fracht- und Passagierflüge im Express-, Ad-hoc- oder Charterdienst an. Für UPS wurden Flüge von Köln/Bonn aus zu vielen verschiedenen europäischen Flugzielen durchgeführt.

## Flotte

### Flotte bei Betriebseinstellung

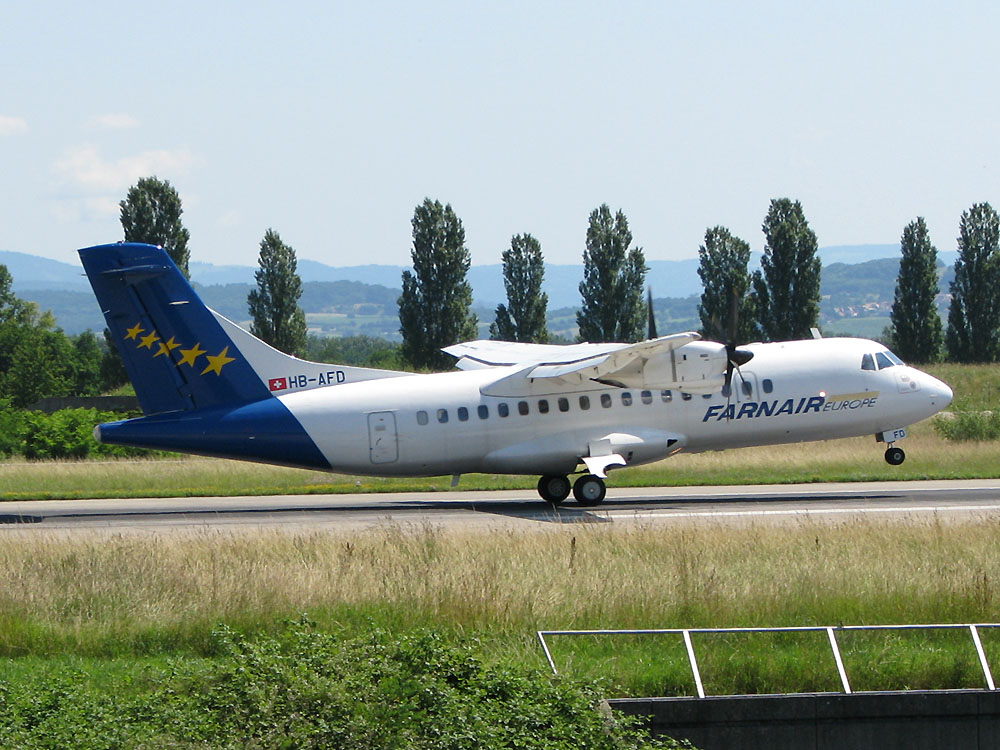
Eine ATR 42 der ehemaligen Farnair Europe (2008)

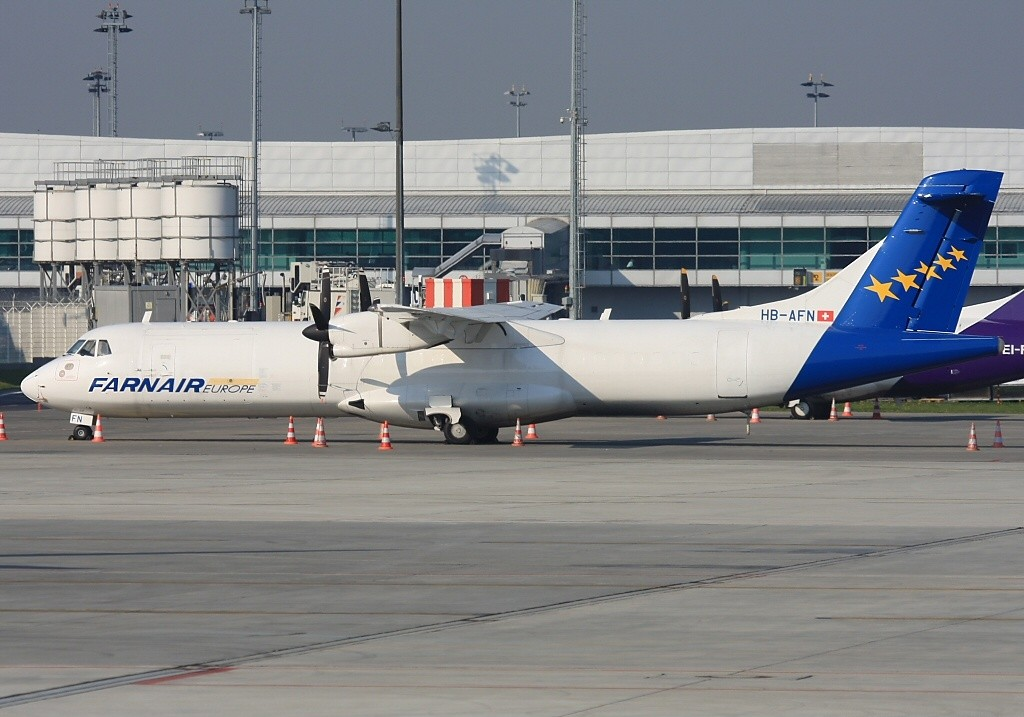
Eine ATR 72-200F der ehemaligen Farnair Europe (2008)

Mit Stand Oktober 2017 bestand die Flotte der Farnair Europe aus drei Flugzeugen mit einem Durchschnittsalter von 25,4 Jahren:
| Flugzeugtyp | Anzahl | bestellt | Anmerkungen                            |
| ----------- | ------ | -------- | -------------------------------------- |
| ATR 42-300  | 1      |          |                                        |
| ATR 72-200F | 3      |          | 1 betrieben für DHL Aviation Südafrika |
| Gesamt      | 4      |          |                                        |

### Zuvor eingesetzte Flugzeuge
Zuvor wurden auch folgende Flugzeugtypen eingesetzt:
- Boeing 737-400
- Cessna 402
- Cessna 404
- Cessna 421
- de Havilland Canada DHC-6 Twin Otter
- de Havilland Canada DHC-6-400 Twin Otter
- Embraer EMB 110
- Fokker F-27
- Let L-410
- Pilatus PC-6
- Piper PA-31 Navajo Chieftain